# HACMP
En informatique, HACMP (High-Availability Cluster MultiProcessing) est une technique de haute disponibilité utilisée par IBM, à base de Reliable Scalable Cluster Technology.
En 2013, la version 7.1 est disponible pour AIX. 
La version 5.4 est disponible pour Linux sous licence IBM (le type exact de licence est IPLA).